# Vieja moralidad
Vieja moralidad es una película mexicana de 1988 basada en el cuento homónimo de Carlos Fuentes, que se encuentra en su libro de relatos Cantar de ciegos.

## Locaciones
Las locaciones consistieron en su mayoría en casas de estilo colonial y haciendas del periodo porfirista. Una de las locaciones principales fue la Casa del Lago de la UNAM y el casco de una hacienda en el Estado de México muy cerca de las pirámides de Teotihuacán.

## Argumento
A inicios del siglo XX, durante el régimen de Porfirio Díaz, Alberto, un joven adolescente, vive con su abuelo y Micaela, la joven amante de éste en una hacienda en el estado mexicano de Michoacán. Alberto es huérfano de padres y se ha criado con su abuelo paterno, quien tiene ideas liberales del período de Benito Juárez. Alberto tiene tres tías por parte materna que le pelean al abuelo la custodia legal de Alberto, ya que consideran un escándalo moral el que Alberto viva con un sujeto que no sólo está amancebado con una mujer, sino que está contra la religión católica, de la que no ha enseñado nada a su nieto. Las tías ganan el pleito legal y se llevan a Alberto a vivir a Morelia, la capital del estado, con una de ellas -Benedicta- que se ha quedado solterona. Alberto convive con su tía, pero extraña la hacienda del abuelo y le aburre terriblemente la educación que pretenden darle. Un día Alberto se enferma gravemente, con altas fiebres. Benedicta lo cuida cariñosamente, hasta su recuperación total. Cuando Alberto se encuentra bien, quiere bañarse. Benedicta insiste en ayudarle. Ya en el baño, Benedicta y Alberto no soportan más la atracción sexual que se ha dado entre ellos y se terminan besando. Alberto y Benedicta se vuelven amantes y el muchacho, que ha estado escribiendo una carta a su abuelo, decide mejor no enviarla, preguntándose cuál será la mejor moral, si la que vive ahora con su tía o la "Vieja Moralidad" con su abuelo y Micaela.

## Reparto
- Jorge Russek como Abuelo.
- Liliana Abud como Benedicta.
- Rodrigo Vidal como Alberto.
- Bárbara Córcega como Micaela.
- Mercedes Pascual como Angustias.
- Virginia Gutiérrez como Remedios.
- Fernando Becerril como Maestro de francés.
- Mary Paz Mata como Cocinera.
- Rafael Pimentel como Obispo.
- Arturo Nordy como Abogado.
- Rossana San Juan como Criada.

## Premios y reconocimientos
- Ariel de Plata al Mejor Mediometraje de Ficción otorgado por la Academia Mexicana de Artes y Ciencias Cinematográficas dentro de los Premios Ariel del año 1989.
- Diosa de Plata a la Mejor Actuación Infantil para Rodrigo Vidal en 1989.
- Mano de Bronce al Mejor Cortometraje de Ficción del Festival de Cine Latino de Nueva York en 1990.